# Oshkosh All-Stars 1944-1945
La stagione 1944-45 degli Oshkosh All-Stars fu l'8ª nella NBL per la franchigia.
Gli Oshkosh All-Stars arrivarono terzi nella Western Division con un record di 12-18, non qualificandosi per i play-off.

## Roster
| N° | Naz.                   | Ruolo | Sportivo       | Anno | Alt. | Peso |
| -- | ---------------------- | ----- | -------------- | ---- | ---- | ---- |
|    | Stati Uniti (bandiera) | AC    | Leroy Edwards  | 1914 | 193  | 91   |
|    | Stati Uniti (bandiera) | A     | Pete Pasko     | 1919 | 188  | 86   |
|    | Stati Uniti (bandiera) | AC    | Clint Wager    | 1920 | 196  | 95   |
|    | Stati Uniti (bandiera) | GA    | Homer Fuller   | 1920 | 191  | 100  |
|    | Stati Uniti (bandiera) | A     | Ray Terzynski  | 1919 | 185  | 82   |
|    | Stati Uniti (bandiera) | GA    | Howie Hoffman  | 1921 | 193  | 88   |
|    | Stati Uniti (bandiera) | G     | Chuck Shanklin | 1921 | 175  | 73   |
|    | Stati Uniti (bandiera) | GA    | Bill Komenich  | 1916 | 191  | 95   |
|    | Stati Uniti (bandiera) | G     | Frank Sachse   | 1917 | 183  | 89   |
|    | Stati Uniti (bandiera) | AC    | Ed Erban       | 1921 | 196  |      |
|    | Stati Uniti (bandiera) | G     | Ted Fritsch    | 1920 | 178  | 95   |

## Staff tecnico
- Allenatore: Lonnie Darling